# Каблар (Карловац)
Каблар је насељено место у саставу града Карловца, у Карловачкој жупанији, Република Хрватска.

## Географија
Каблар се налази око 19 км источно од Карловца.

## Историја
Каблар се од распада Југославије до августа 1995. године налазио у Републици Српској Крајини. До територијалне реорганизације у Хрватској, налазио се у саставу старе општине Карловац.

## Становништво
На попису становништва 2011. године, Каблар је имао 122 становника.

## Попис 1991.
На попису становништва 1991. године, насељено место Каблар је имало 275 становника, следећег националног састава:
| Попис 1991.‍  | Попис 1991.‍  | Попис 1991.‍ | Попис 1991.‍ | Попис 1991.‍ |
| ------------ | ------------ | ----------- | ----------- | ----------- |
|              |              |             |             |             |
| Хрвати       | Хрвати       |             | 269         | 97,81%      |
| Срби         | Срби         |             | 1           | 0,36%       |
| неопредељени | неопредељени |             | 4           | 1,45%       |
| непознато    | непознато    |             | 1           | 0,36%       |
| укупно: 275  |              |             |             |             |